# John Constantine
John Constantine è un personaggio immaginario dei fumetti creato da Alan Moore, John Totleben e Stephen Bissette nel 1985, protagonista della serie a fumetti Hellblazer pubblicata negli Stati Uniti d'America dalla DC Comics sotto l'etichetta Vertigo.
Esordisce nella seconda serie del fumetto horror Swamp Thing in un ciclo scritto da Alan Moore; in seguito compare ancora sulla medesima testata e in vari episodi della serie The Books of Magic; fa altre comparse cameo in altri fumetti DC Comics e Vertigo.
Il sito web IGN lo ha inserito alla 29ª posizione nella classifica dei cento maggiori eroi della storia dei fumetti.

## Caratterizzazione del personaggio
(John Constantine in Abitudini pericolose (II ed. it. 2005) – Dangerous Habits, Part 1, Hellblazer n. 41 (1994) – testi di Garth Ennis, trad. it. Matteo Casali)
Al contrario di molti personaggi che popolano l'Universo DC, John Constantine non possiede alcun superpotere, ma può sempre contare sul suo acuto ingegno e sulla sua potente magia bianca e sulle conoscenze dell'occultismo. Si presenta spesso come un mago truffatore, un ladro, un arrogante, un presuntuoso o un completo bastardo, ma ha anche un'anima da bravo ragazzo e talvolta il suo cuore si rivela pieno di umanità, spingendolo quantomeno a cercare di aiutare amici e/o parenti.
Magia e pericoli sono i due principali ingredienti della sfatta ed oramai anormale vita di John, principalmente poiché sempre alla ricerca di azione: una dipendenza da adrenalina che solo l'ignoto e il mistero possono soddisfare. Solitamente invece di seguire il classico copione da Superman perdendo tempo a declamare discorsi apparentemente importanti e pregni di moralità e significato, preferisce i suoi dialoghi brevi, crudi e cesellati al massimo da battute sferzanti, commenti pungenti e non disprezzando frecciatine qualora se ne presenti la possibilità.
Tutto ciò costituisce l'impressione di primo acchito del beneamato stregone costantemente in impermeabile ma i suoi discorsi lasciano sempre trasparire una nera amarezza ed una quasi completa sfiducia nei confronti del mondo circostante.
John Constantine è bisessuale: infatti nel numero 51 di Hellblazer (Counting to Ten) viene dimostrato come in passato abbia avuto dei ragazzi e durante l'arco narrativo Ashes and Dust in the City of Angels (Hellblazer n. 170-174) viene mostrato mentre seduce un personaggio maschile per la buona riuscita di un elaborato imbroglio. Nella raccolta di fumetti Rare Cuts, inoltre, finge di avere un'infatuazione per una scimmia che veniva considerata dalla madre di Chas alla stregua di un familiare.
Constantine viene solitamente raffigurato vestito con un trench giallo/marrone o color cachi, camicia bianca, cravatta nera o rossa (sebbene il suo vestiario fosse un po' più vario nelle prime apparizioni) mentre fuma una dietro l'altra delle sigarette Silk Cut. Nel film Constantine egli indossa una giacca corta ed una cravatta nera con sotto una camicia bianca.
Il personaggio venne caratterizzato da Alan Moore prima e da Jamie Delano poi come un mago cinico e anticonformista e - per opera soprattutto di Delano - vengono sviluppate tematiche di denuncia sociale e di impegno politico con critiche al mondo conservatore rappresentato dalla Thatcher.
Constantine è un mago che ha a che fare con demoni, esorcismi ed esseri arcani di varia natura, ma soprattutto con se stesso e i suoi sensi di colpa, dato che spesso i suoi amici coinvolti nelle sue lotte contro esseri demoniaci, ne pagano lo scotto a causa della capacità di manipolare le persone per i suoi fini. Il suo passato è tormentato essendo rimasto coinvolto ancora giovane nella magia quasi per gioco scatenando sulla Terra diversi demoni con cui deve regolare i conti.
Nell'interpretazione del personaggio di Delano esso è un accanito fumatore e bevitore; è senza patente (non a caso tra i suoi migliori amici ha il tassista Chas) e ha paura di volare. La versione di Ennis è meno impegnata socialmente e il personaggio diventa un assiduo frequentatore di pub e bevande alcoliche, si trova a combattere sempre di più con se stesso e, nel ciclo di Abitudini pericolose (Dangerous Habits) in cui si ritrova gravemente ammalato di cancro ai polmoni; alla fine riesce a salvarsi vendendo la sua anima a tre demoni contemporaneamente, che lo guariranno per evitare una guerra tra loro che li porterebbe alla distruzione.
Il personaggio è un approfittatore che spesso si trova a compiere atti moralmente discutibili per un bene superiore mentre passa la sua vita in un mondo moderno realistico, sebbene sia uno dotato di alcuni poteri magici. Mentre a volte è chiaramente eroico, è anche altamente manipolativo nonché una persona pericolosa dato che le vite e le anime di coloro che gli stanno attorno spesso diventano pericolosamente coinvolte nelle sue disavventure. Mentre si dà da fare per proteggere se stesso da attacchi diretti, i suoi amici e i suoi parenti vengono spesso messi in pericolo per colpire lui. Gli spiriti di molti dei suoi amici lo tormentano e si ritrova ad essere seguito da un entourage sempre crescente di figure spettrali. Alla fine solitamente trionfa attraverso l'astuzia, l'inganno ed indicazioni sbagliate, spesso facendosi nel frattempo più nemici di quanti non ne abbia sconfitti.
A differenza della maggioranza degli altri personaggi dei fumetti, Constantine è invecchiato in "tempo reale" a partire dalla sua creazione. Durante il primo anno della serie infatti, Constantine ha festeggiato il suo 35º compleanno. Cinque anni dopo, nel 1993, ha compiuto 40 anni.
Nei volumi a seguire non sono stati menzionati altri compleanni e null'altro nei fumetti ha indicato un avanzamento nell'età di Constantine. La DC/Vertigo ha però pubblicato una cronologia nel volume Vertigo: Secret Files Hellblazer (riproposta anche nel volume Hellblazer: Rare Cuts) nella quale vengono indicati i giorni di nascita di molti personaggi della serie: tali informazioni sono ulteriormente supportate dalle ripetute citazioni di date precise nei fumetti stessi.
A titolo di esempio, lo speciale Hellblazer: Tutti i suoi congegni prende luogo in una data specifica del 2004, e mostra sia Geraldine che Tricia Chandler che sono invecchiate approssimativamente di dieci anni dalla loro prima apparizione nel numero 84 di Hellblazer (datato per l'appunto 1994). Nel fumetto comunque, si è detto più volte che il processo di invecchiamento di Constantine stesso potrebbe essere diverso a causa del sangue demone che ha ottenuto da Nergal.

## Genesi del personaggio

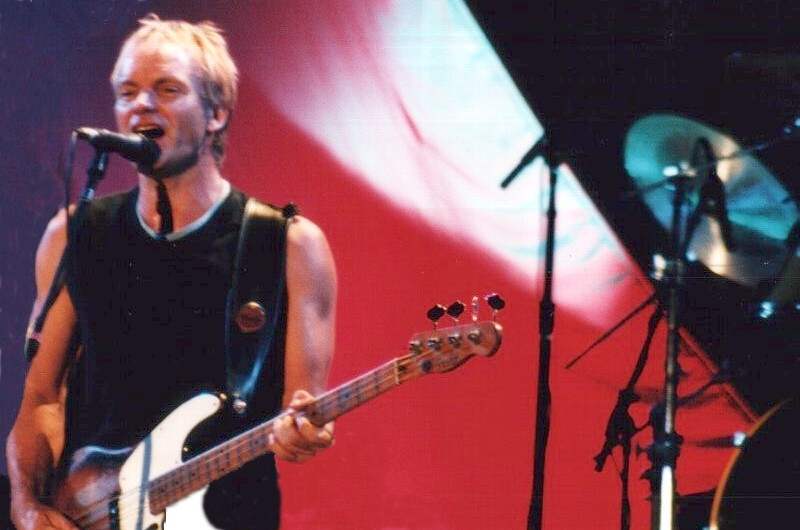
Una foto di Sting, il cantante a cui si sono ispirati Moore, Totleben e Bissette nella creazione di John Constantine

Nasce come personaggio secondario nella serie Swamp Thing, di Alan Moore iniziando ad apparire costantemente durante lo story arc American Gothic (numeri dal 37 al 50 della serie) nelle vesti di "consulente soprannaturale" del protagonista, raffigurato come un mago di moralità ambigua che indossa un trench e con una certa somiglianza col musicista Sting. Moore ha dichiarato che creò il personaggio semplicemente perché gli artisti Stephen Bissette e John Totleben, che erano fan dei Police, volevano disegnare un personaggio che assomigliasse a Sting ed avevano già disegnato almeno un personaggio secondario a lui rassomigliante. Questa somiglianza viene riconosciuta in una storia di Swamp Thing in cui si vede Constantine che rema con una barca di nome L'Onorevole (?) Gordon Sumner, un riferimento al vero nome di Sting. Il suo scopo era di guidare il protagonista nell'affrontare un'ondata di fenomeni innescati da una setta demoniaca per liberare il male primordiale, e, nel frattempo, aiutare lo stesso Swamp Thing ad acquisire consapevolezza sulla sua identità e sul suo ruolo nel mondo, così da avere un alleato in più a portata di mano. In queste prime storie John, nonostante appaia come un personaggio misterioso e cinico, aiuta Swamp Thing a migliorare le sue capacità nascoste e a conoscere le sue origini: John insegna così a Swamp Thing a spostarsi da un luogo ad un altro abbandonando il proprio corpo e viaggiando per mezzo degli spiriti dei vegetali fino ad arrivare nel punto desiderato, dove si ricostruisce un nuovo corpo con l'ausilio delle piante lì presenti. Swamp Thing apprende inoltre da John come fare per riuscire a controllare il ciclo vitale dell'intero regno vegetale: tutto questo "allenamento" gli servirà in seguito per aiutare gli altri supereroi in Crisi sulle Terre infinite. Dopo questa fase iniziale il loro rapporto vive momenti difficili, soprattutto a causa dell'arroganza di John e al suo continuo intromettersi negli affari di Swamp Thing: questi all'insaputa di John finisce per impossessarsi del suo corpo e per mettere incinta Abby, l'amata di Swamp Thing. Nel 1988 Constantine diventa il protagonista di un fumetto a sé stante intitolato Hellblazer, le cui prime storie vengono scritte dall'autore di fumetti britannico Jamie Delano.
John Constantine sin dalla sua prima apparizione ha mostrato una netta somiglianza con il cantante Sting. In un'intervista ad Alan Moore comparsa su Wizard del novembre 1993, l'autore spiega le vere origini di Constantine, confermando che i disegnatori Totleben e Bissette avevano in mente da tempo di creare un personaggio che avesse le fattezze di Sting:
Inoltre nel n. 51 di Swamp Thing appare una vignetta in cui viene raffigurato John Constantine su una piccola imbarcazione dal nome "L'Onorevole (?) Gordon Sumner" (un riferimento al vero nome di Sting).

## Biografia del personaggio

### L'infanzia e l'adolescenza
Nelle prime apparizioni in Swamp Thing il passato di John Constantine rimane misterioso; la sua infanzia e la sua giovinezza, infatti, non furono sviluppate fino alle storie di Hellblazer. Proprio in queste si scopre che è nato a Liverpool, in Inghilterra, il 10 maggio 1953. Sua madre, Mary Anne, è morta dando alla luce John e il suo fratello gemello, perché un aborto precedente (imposto dal padre di John, Thomas Constantine) aveva indebolito il suo utero, ma poiché Thomas era incapace di assumersi la responsabilità per la morte di sua moglie, diede la colpa a John e tra i due si sviluppò una profonda avversione reciproca. Mentre era nell'utero, John ha strangolato suo fratello gemello con il suo cordone ombelicale; in una realtà alternativa proposta nel n. 40 di Hellblazer, il gemello sopravvive e diventa il mago beneamato che John non è mai riuscito ad essere. Nei primi anni sessanta Thomas, ormai da tempo alcolizzato, viene condannato a sei mesi di carcere per aver rubato biancheria intima dalla vicina di casa: per questo John e sua sorella maggiore Cheryl vengono affidati per poco tempo ai loro zii Dolly e Harry a Northampton, ma ben presto ritornano a Liverpool. All'età di quattordici anni John si appassiona all'occulto e comincia a leggere qualsiasi libro che gli capiti sotto tiro che tratti l'argomento. Quando un giorno John viene espulso dalla scuola per aver iniziato un coro, gridando "Via Demoni! Via!", il padre, in un accesso di rabbia, accende un falò nel giardino sul retro della casa e getta dentro tutti i libri del figlio. Fu in quel momento che John pensò alla vendetta e dopo aver sottratto alcuni libri dalle fiamme, ne usò uno per lanciare una maledizione sul padre: questi si ammalò gravemente e cominciò a deperire lentamente. In preda al panico quando vide suo padre vicino alla morte, John cercò una soluzione e riuscì a salvarlo a malapena, facendolo rimanere debole e raggrinzito. A quel punto John scappò di casa e si stabilì definitivamente a Londra nel 1969, andando ad abitare con Chas Chandler, un giovanotto che è finito per diventare il migliore - e più a lungo sopravvissuto - amico di Constantine.

### Gli anni settanta e l'incidente di Newcastle
Durante gli anni settanta, John iniziò a partecipare a circoli occulti a Londra, e visitò San Francisco, dove incontrò la maga Zatanna (con cui in seguito ebbe una relazione ed un figlio). Si innamorò inoltre del punk rock: dopo aver visto i Sex Pistols al Roxy Club a Londra nel 1977, John tagliò i suoi lunghi capelli e formò una band, i Mucous Membrane, composta da lui stesso (come leader), un batterista di nome Beano, Chas Chandler e il compagno liverpooliano Gary Lester.
La prima prova "eroica" di John nel campo dell'occulto, come rappresentato in un flashback nel numero 11 di Hellblazer, si rivelò un disastro. Durante la data del tour dei Mucous Membrane al Casa Nova Club a Newcastle nel 1977, egli si trovò di fronte alle conseguenze di un'orgia magica non perfettamente riuscita: una bambina maltrattata, Astra, aveva evocato un orribile mostro che aveva ottenuto vendetta sugli adulti che la tormentavano, ma il mostro a quel punto si era rifiutato di andarsene. L'anno seguente John convinse, con la sua solita sconsideratezza, alcuni membri della band e altri amici occultisti (gruppo noto come crew di Newcastle) a cercare di distruggere la creatura evocando un demone (Nergal) per conto loro. Sfortunatamente, questo demone non era sotto il loro controllo e dopo che ebbe distrutto il mostro evocato dalla bambina, tormentò gli amici di Constantine e portò la piccola all'Inferno.
Dopo quest'evento John, accusato di aver ucciso la bambina e divenuto quasi pazzo, venne rinchiuso nel manicomio di Ravenscar: qui venne maltrattato pesantemente dallo staff di servizio per tutta la durata della detenzione, perché essi credevano fosse colui che aveva molestato e assassinato Astra. Per due anni fece avanti e indietro da quest'edificio, finché non venne liberato grazie all'aiuto di Harry Cooper, un boss malavitoso che voleva che Constantine resuscitasse suo figlio. La colpa per aver causato l'incidente a Newcastle afflisse comunque Constantine per molto tempo finché, a metà dei suoi quarant'anni, egli riuscì a liberare Astra e le anime di tutti gli altri bambini intrappolati nell'Inferno. Come per il resto della crew di Newcastle, l'incidente lasciò il gruppo segnato sia fisicamente che psicologicamente.

### La setta di Brujería
Anni dopo, John riuscì a persuadere lo stesso gruppo ad aiutarlo nella sua indagine sulla setta di Brujería nei numeri 37-49 di Swamp Thing, ma la setta assassinò la maggior parte di loro, compresa l'amante di John, Emma. Queste persone, ed altre che sono morte a causa della negligenza di John, hanno continuato ad apparirgli come fantasmi silenziosi e riprovevoli. Chas è l'unico amico umano che è sopravvissuto ad un'amicizia di lungo termine con John.

### Il tumore ai polmoni
Alla soglia dei quarant'anni, John ha contratto un tumore ai polmoni terminale. Durante questo periodo, egli è andato in aiuto di un amico morente che aveva venduto la sua anima al Primo dei Caduti, il più potente signore dell'Inferno. Quando il Primo è venuto a prendere l'anima, John l'ha indotto con l'inganno a bere acqua benedetta, che l'ha lasciato senza poteri e gli ha impedito di prendere l'anima dell'amico al tempo stabilito.
Per questo, il Primo ha promesso di far soffrire a John un tormento senza precedenti all'Inferno quando egli fosse morto. Mentre moriva lentamente di cancro, John ha ordito un piano per salvarsi dal tormento eterno. Egli aveva venduto segretamente la sua anima agli altri due signori dell'Inferno. Quando essi hanno scoperto le azioni di Constantine, hanno compreso che non potevano permettergli di morire, o altrimenti sarebbero stati costretti a condurre una guerra ad oltranza per la sua anima. A causa di una recente guerra civile nell'Inferno, i tre non potevano osare iniziare una guerra poiché l'unico vincitore di una guerra nell'Inferno sarebbe stato "il Signore degli Eserciti" (ovvero Dio) e i suoi angeli. Comunque, erano anche troppo testardi e orgogliosi per costituire una qualsivoglia alleanza e alla fine furono costretti a curare John dal suo cancro.

## Storia editoriale
Oltre alle serie a lui dedicate, il personaggio compare in uno dei primi numeri della serie The Sandman di Neil Gaiman nel quale aiuta Sogno a recuperare un sacchetto di sabbia simbolo del potere di Sogno e che John aveva acquistato durante la prigionia di Sogno e gli era stato poi rubato e per questo Sogno gli promette di far finire gli incubi che John aveva avuto "da Newcastle in poi". Anche l'antenata di John, Lady Johanna Constantine, gioca un ruolo importante in molte storyline di The Sandman e viene menzionato inoltre un suo omonimo dell'età elisabettiana. In un altro serie di Gaiman, The Books of Magic, accompagna il protagonista Timothy Hunter in giro per l'allora odierno Universo DC Comics, insieme a Mister E, Dottor Occult e lo Straniero Fantasma.
Constantine è una delle poche persone al corrente della Crisi sulle Terre infinite (come si vede in Swamp Thing (vol. 2) n. 70), e uno dei pochi ad averla prevista; inoltre nel n. 10 di Hellblazer è in possesso di una cartella intitolata "Crisi".
Nonostante alleati di lunga data come Zatanna, lo Straniero Fantasma e Swamp Thing siano ancora o attivi o frequentemente richiamati nel mondo di supereroi dell'Universo DC, il mondo di Hellblazer è diventato più realistico e non viene fatta menzione delle interazioni di John con i supereroi, che includono l'aver assistito al funerale di Hal Jordan, essere andato a bere con Mento, membro di Doom Patrol, aver incontrato Batman, aver partecipato all'inaugurazione del bar della Lanterna Verde Guy Gardner e, all'interno del suo fumetto, aver ricevuto una Zatanna molto fatta alla festa di compleanno dei suoi quarant'anni.
Constantine era in lizza per essere il personaggio principale della compagnia crossover (mai sviluppata) Twilight of the Superheroes, comunque il progetto alla fine fu accantonato.
Appare anche in una vignetta del fumetto Vertigo Pop: Bangkok, insieme ad altri famosi personaggi come Wolverine e Rorschach (di Watchmen).

## Poteri e abilità
John Costantine può manipolare le leggi della natura, modificare le leggi dello spazio e del tempo, rompere la quarta parete e maneggiare la realtà a suo piacimento, assumere ogni sembianza o forma, conferire poteri a persone, animali o cose, perfino creare corpi celesti.
Conosce perfettamente ogni tipo di magia e incantesimo esistente e in quanto tale può comandare gli elementi e manipolare la realtà a suo favore. Ciò lo rende un avversario formidabile, capace di tener testa anche ai personaggi più forti e temibili.
Le sue abilità come mistico sono molteplici e si possono distinguere:
- Capacità per le quali non serve l'utilizzo della magia, quali ipnosi, telepatia e proiezione astrale.
- Magie elementari, come la creazione di scudi protettivi, la telecinesi e la capacità di creare e controllare il fuoco
- La possibilità di utilizzare attributi delle entità sovrannaturali che invoca, anche di demoni molto potenti, ad esempio il demone Nergal (Hellblazer n. 11)
- La capacità di assorbire ed incanalare energia mistica dall'ambiente circostante.
- Capacità di evocare golem e comandarli (Hellblazer n. 167)
- Capacità di cancellare i ricordi traumatici di un uomo. (Hellblazer n. 217)
- Capacità di evocare un gruppo di vittime assassinate sotto forma di zombie (Hellblazer n. 230)
- Capacità di usare l'arte illusoria per far credere alla gente di essere qualcuno o qualcos'altro, o per spaventare avversari suscettibili e portarli in uno stato catatonico di pazzia (nel volume Tempi Duri)
- Onnipotenza, in quanto capace di piegare la realtà a suo piacimento e di poter fare pressoché qualsiasi cosa.

Il sangue di Constantine è contaminato dal demonio, all'inizio per una trasfusione di sangue dal demone Nergal e più avanti per aver fatto sesso con una succuba. Se il suo sangue fosse iniettato in un'altra persona, questo la guarirebbe immediatamente, nonostante poi dovrebbe soffrire la stessa macchia.
Ma a differenza di molti maghi dei fumetti, nonostante i suoi incredibili poteri magici, si vede raramente Constantine usare incantesimi, e quasi mai in combattimento, se non per assoluta necessità. Constantine affronta la maggior parte delle sue sfide basandosi soprattutto sulla sua scaltrezza, sulle sue conoscenze dell'occulto, sulla manipolazione e su una lunga lista di contatti. Oltre ai suoi poteri magici John è anche abile nel combattimento corpo a corpo, riuscendo a fronteggiare da solo più uomini o demoni.
Ironicamente, nonostante tutte le sue capacità e i suoi poteri, Constantine non ha mai conseguito la patente di guida ed in passato ha spesso contato sul suo vecchio amico Chas per spostarsi o ha usato incantesimi di teletrasporto.

## Comprimari

### Parentele con altri personaggi
- Thomas Constantine: È il padre di John. È un uomo rude che non è mai andato d'accordo con il figlio: sin da quando è nato ha dato la colpa a lui per la morte della madre durante il travaglio. Thomas è stato ucciso da The Family Man, un uomo che stava dando la caccia a John. Quando era solo un ragazzo John lanciò una magia contro il padre per fargli subire una morte dolorosa e farlo divenire un fantasma dopo la morte, ma quando vide che ciò stava per accadere John interruppe la magia, condannando però involontariamente l'anima del padre all'Inferno. Proprio lì John incontrò in seguito suo padre e venne a sapere che in realtà fu lui a cercare di provocare l'aborto di entrambi i bambini, cosa che causò la morte di The Golden Boy e di Mary (la madre di John).
- Cheryl Masters: È la sorella maggiore di John, nata sette anni prima di lui. Ha sempre protetto il fratellino: ad esempio quando il padre venne arrestato lei disse a John che era andato a lavorare sui missili spaziali a Cape Canaveral. Cheryl ha sposato Tony Masters, da cui ha avuto una figlia (Gemma) e si è sempre tenuta alla larga dal mondo della magia, nonostante ne sia rimasta comunque coinvolta a causa del fratello, del marito e della figlia.
- The Golden Boy: È il fratello gemello di John. È morto insieme alla madre quando lei ha dato alla luce John, ed è probabile che sia stato proprio lui ad ucciderlo con il cordone ombelicale. In una realtà alternativa viene mostrato che durante il parto fu John a morire e il fratello a sopravvivere: questo Constantine (che assunse il nome di John) divenne l'opposto di quello che è il fratello e diventò un grande mago che riuscì a salvare l'anima della piccola Astra, durante l'incidente di Newcastle. L'anima di The Golden Boy si è in seguito fusa con quella di John.
- Gemma Masters: È l'unica nipote di John. Al contrario della madre è rimasta appassionata dal mondo dell'occulto e ha una predilezione per lo "zio John". Quando era una bambina venne salvata dallo zio che evitò che venisse strangolata da The Man, un agente dell'Armata della Dannazione (la fazione opposta alla Crociata della Risurrezione, di cui faceva parte Tony, il padre di Gemma). In seguito lo zio scacciò il fantasma del nonno Thomas che era comparso nella sua camera e quando divenne più grande la mise in guardia dalle nuove amicizie che si era fatta.
- Lady Johanna Constantine: È un'antenata di John del XVII secolo. È stata una spia e un'avventuriera la cui impresa più celebre è aver riportato a Sogno la testa ancora vivente del figlio Orfeo, ricevendo in cambio un beneficio non specificato.

### Amici
- Chas Chandler: Nato Frank William Chandler ma soprannominato poi Chas, come il produttore dei primi due album di Jimi Hendrix, è il miglior amico di John Constantine. La loro amicizia è iniziata quando John alla fine degli anni sessanta arrivò a Londra e, dopo averlo conosciuto, andò a vivere a casa di Chas, che in quel periodo viveva insieme alla madre Queenie e alla scimmia Slag (che fu "sedotta" e annegata da John, per aiutare Chas che la odiava). Chas è sempre corso in aiuto dell'amico e da quando è divenuto un tassista è sempre stato il "mezzo di locomozione" d'elezione per John.
- Astra Logue: È la "sfortunata" bambina che John ha incontrato durante l'incidente di Newcastle. Proprio quella sera Astra aveva confidato a John che suo padre abusava spesso di lei e per questo aveva evocato un'orribile creatura dall'Inferno, Norfulthing, per punirlo. John, al tempo inesperto di magia ma come al solito arrogante, era convinto che la creatura potesse essere sconfitta solamente evocando un altro demone per ucciderla. Come al solito il piano andò storto: l'anima di Astra venne confinata all'Inferno e John venne arrestato per omicidio ed in seguito rinchiuso nel manicomio di Ravenscar. Molti anni dopo John riuscì a liberarla.

#### Mucous Membrane
Alla fine degli anni settanta John insieme al suo amico di Liverpool Gary Lester formò una band punk, i Mucous Membrane: una delle tante band che in quel periodo fiorivano a Londra, che ebbe però il merito di girare un video musicale di una loro canzone. Il gruppo iniziò a suonare in piccoli locali "underground" di Londra ma il loro primo grande concerto si tenne al Casanova Club a Newcastle.
Dopo cinque anni dalla rottura del gruppo John ricevette una chiamata dalla ragazza di Beano (il batterista) che lo avvertiva dello stato in cui versava l'amico: una volta giunto a casa sua John vide che Beano era ridotto ad un rottame farfugliante e capì poco dopo che questo suo fragile stato mentale era dovuto a due fantasmi dell'epoca vittoriana che infestavano la casa e nel tentativo di cacciarli John perse quasi la vita.

#### La crew di Newcastle
Nel 1978 un gruppo di occultisti si riunì al Casanova Club a Newcastle dopo aver avuto notizie di strani fenomeni magici: guidati da John Constantine, solo pochi rimasero illesi dopo gli eventi di quel giorno. Dopo sette anni alcuni membri di quello strano gruppo si riunirono ancora per combattere contro la setta di Brujeria, una società segreta composta da stregoni che cercava di sfruttare il trambusto spirituale causato dalla Crisi sulle Terre infinite per riportare in vita un'entità mistica che aveva il potere di distruggere il Paradiso. Il nemico più potente che il gruppo affrontò in quell'occasione fu Invunche, una creatura creata con l'unico scopo di proteggere i Brujeria.
La crew è formata da:
- Frank North: È il membro che più di tutti ha utilizzato la forza fisica e ha portato sempre con sé una doppietta. È morto decapitato ad opera della traditrice Judith mentre combatteva contro i Brujeria.
- Sorella Anne-Marie: È il membro più anziano del gruppo. Era innamorata di John Constantine ai tempi dell'incidente di Newcastle, dove il demone Nergal la sfigurò orribilmente. Divenne poi una suora a Washington e perse la vita per mano di un Invunche nella metropolitana di Londra.
- Benjamin Cox: È il membro più esperto di magia. Sviluppò una forte balbuzie a seguito degli scontri di Newcastle quando cercò di fotografare il demone evocato dalla piccola Astra, ma finì per essere attaccato e stuprato dalla creatura: solo l'arrivo tempestivo di Frank North lo salvò da morte certa. Morì insieme alla madre per mano della traditrice Judith mentre cercava di raggiungere il resto del gruppo e lottare contro i Brujeria.
- Judith: In gioventù era una donna molto fascinosa e volta alla magia tanto quanto John Constantine, ma in seguito agli eventi di Newcastle si unì alla comunità punk di Londra. Quando venne messa alle strette da Invunche ella scelse di tradire gli amici e passare alla causa dei Brujeria per aver salva la vita: uccise così sia Frank North che Benjamin Cox. Come ricompensa per aver completato la sua missione gli venne concessa l'opportunità di trasformarsi in un corvo, ma morì mentre ancora assumeva questa forma.
- Richie Simpson: È un membro esperto in magia quantica, che utilizzò quando andò in aiuto di John mentre lui stava attirando Nergal ai confini del Paradiso, dove poi venne sconfitto dalle schiere divine. In quell'occasione venne trasformato in una nuova forma di demone tecnologico e portato nelle viscere della Terra dai Gemelli Schiavi dell'Inquisizione.
- Gary Lester: È il cofondatore dei Mucous Membrane ed uno dei primi amici di John. A Newcastle si limitò a portare il corpo di un gatto per evocare Nergal. Quando sette anni dopo John si ritrovò a combattere contro i Brujeria, trovò Gary in una vasca da bagno completamente circondato da insetti. John scoprì che il suo amico aveva liberato il demone Mnemoth e così, insieme a Papa Midnite, intrappolò la creatura nel corpo di Gary e murò questo in una cella posta al di sotto del club di Midnite, lasciando che venisse consumato dall'interno dal demone. Circa venti anni dopo un cadavere carbonizzato, dichiarando di essere lo spirito di Gary Lester, avvertì John che era in serio pericolo.

## Omaggi e analogie
- Il personaggio di Jack Carter nella serie di fumetti di Warren Ellis Planetary è molto simile a John Constantine. Ellis aveva precedentemente scritto alcuni numeri di Hellblazer, un percorso che si è concluso quando la DC Comics si è rifiutata di pubblicare la sua storia "Shoot" perché trattava l'argomento delicato delle sparatorie nei licei.
- Anche Constance Johnansen è stata creata da Ellis per la sua serie Pryde and Wisdom per la Marvel Comics. Lei è una parodia femminile di Constantine. Anche lei ha il passato segnato dalla morte di molti amici.
- Nella serie televisiva Supernatural, l'angelo Castiel è vestito come Constantine, in omaggio al personaggio.[6]
- Grant Morrison in origine voleva che Constantine diventasse un personaggio secondario nella sua serie Doom Patrol, ma la linea editoriale della DC Comics al tempo evitava a Constantine di fare apparizioni prolungate in fumetti di supereroi, per paura di rovinare il realismo di Hellblazer. Come conseguenza, Morrison ha creato il mago Willoughby Kipling. Come Constantine è un accanito fumatore, è cinico ed indossa un trench, ma a differenza di lui, comunque, è un alcolista da sempre e assomiglia più al personaggio di Richard E. Grant in Shakespeare a colazione. È stato rivelato in Hellblazer n. 51 che lui e Constantine si sono incontrati, ed ha avuto un breve cameo fuori campo nella storia "New Maps of Hell" facente parte di JLA: Classified di Warren Ellis.
- Ambrose Bierce (così nominato in relazione all'autore e giornalista omonimo) è stato impiegato da Phil Foglio per Stanley and His Monster, dopo che gli era stato negato il permesso di usare Constantine. Ha esattamente lo stesso aspetto di John ed il personaggio descrive questa somiglianza così: "Impari le basi, passi un'esperienza terrificante in un cimitero, loro ti danno un trench e ti rubano il tuo rasoio. Davvero come in una catena di montaggio".
- Rasputin è un mago che ha aiutato Firestorm a giungere ai limiti nella sua posizione di elementale del fuoco, nello stesso modo in cui Constantine ha aiutato Swamp Thing. Il suo ruolo in origine doveva essere preso da Constantine stesso, ma come per Morrison e Foglio, all'autore John Ostrander fu negato il permesso. Rasputin appare anche nella collana Capitan Atom.
- Neil Gaiman, un ammiratore di lunga data di Alan Moore, creò l'antenato di John Constantine per la sua premiata serie The Sandman. Johanna Constantine nonostante sia più educata del suo discendente, ha mostrato lo stesso atteggiamento di sfida. Il coronamento della sua carriera fu trasportare la testa mozzata di Orfeo dalla Francia alla Grecia. Dopo un affare con la Strega / Tramp Mad Hetty, con cui John stesso ha avuto contatti diverse volte, è morta all'età di 99 anni, disprezzando i suoi parenti stretti ed è sepolta da qualche parte vicino al tempio in cui aveva lasciato Orfeo. I due Constantine si sono incontrati in almeno un'occasione.
- Nel romanzo della serie Doctor Who Virgin Missing Adventures dal titolo Millennial Rites, un'onda di energia psichica sommerge il mondo. Tra quelli colpiti c'è "un uomo biondo con uno sporco trench beige" in un pub di Dublino.

Nel romanzo Hellblazer: War Lord di John Shirley, l'inglese Constantine descrive universi paralleli, citando la sua controparte cinematografica (Shirley ha anche scritto l'adattamento del film sotto forma di romanzo):

## Altri media

### Cinema
- Constantine (2005): Nel 2005 è uscito un film statunitense con protagonista Keanu Reeves, liberamente ispirato dai fumetti di Hellblazer comics e dal personaggio di John Constantine, dal titolo Constantine. Il film ha modificato considerevolmente il personaggio; piuttosto che un inglese che girovaga per il mondo, è stato ritratto come un americano che vive a Los Angeles in California, e invece di una figura ambigua che lotta contro le forze sia del Paradiso che dell'Inferno, è stato raffigurato come uno molto più incline alla parte del Paradiso. Sono stati cambiati anche dettagli come la pronuncia del suo nome: nei fumetti l'ultima sillaba di Constantine si identifica con la trascrizione fonetica /aɪn/, mentre nel film con la trascrizione fonetica /iːn/. Inoltre, il film favorisce apertamente il cristianesimo, mentre questo non avviene nel fumetto originale. John Constantine è stato interpretato da Keanu Reeves. In questo adattamento, la sua origine e le sue doti sono state parzialmente modificate; è stato presentato come un uomo amareggiato e cinico a cui è stato concesso il potere di vedere i mezzi-demoni e i mezzi-angeli che camminano sulla Terra in segreto. Constantine scopre che i demoni di razza pura - ed in modo specifico Mammon, il figlio di Satana - stanno cercando di aprirsi un varco per la Terra, e lui è l'unico che può fermarli - se non viene fermato prima lui da un cancro terminale al polmone. Quest'ultimo elemento del film è liberamente tratto dalla trama di "Abitudini Pericolose" del fumetto Hellblazer. Oltre a dargli questo superpotere, il film ha completamente cambiato le sue motivazioni. Piuttosto che essere un uomo con un disprezzo totale sia per il Paradiso che per l'Inferno, il Constantine del film è un cattolico il cui unico obiettivo è entrare nelle grazie di Dio compiendo esorcismi; egli era riuscito ad uccidersi per due minuti quando era diciassettenne, e ora è condannato all'Inferno a meno che non compia una buona azione veramente altruista. In una scena del film Constantine supplica l'angelo Gabriele affinché lo faccia entrare in Paradiso, ma nella scena del fumetto su cui si basa questa sequenza, John voleva solo che Gabriele curasse il suo cancro in modo tale da continuare a vivere. Nel fumetto, Constantine ha incontrato e parlato con Dio in più occasioni e John si è rivolto a Lui con il suo naturale tono frivolo e insolente. Nei fumetti, Constantine vive in un mondo dove tutti gli dei e i loro pantheon esistono contemporaneamente, alimentando le fedi dei mortali. In questo modo, un giorno può camminare attraverso l'Inferno cristiano e l'altro parlare della morte con un Dio azteco. Al contrario, il film ha utilizzato un taglio esclusivamente giudaico-cristiano per la sua versione dell'aldilà. È inoltre chiaro che nel film Constantine sia passato dall'essere un mago (come la controparte fumettistica) all'essere un normale esorcista.
- Nel 2006, il regista Dez Vylenz ha annunciato che sta girando un film indipendente sulla vita e la carriera di Alan Moore intitolato The Mindscape of Alan Moore. Un attore che ricalca la versione fumettistica di John appare in questo film.[senza fonte]

### Televisione
- Constantine (2014): Matt Ryan interpreta Constantine in una serie televisiva NBC dedicata a Hellblazer.[7] Nel trailer e nell'episodio pilota della serie televisiva si può anche notare l'elmetto del Dottor Fate. Il personaggio, sempre interpretato da Matt Ryan, appare nell'episodio In trappola della serie Arrow e, nel 2018, entra a far parte del cast fisso di DC's Legends of Tomorrow.
- È tra i protagonisti nel film animato della Warner Bros. Justice League: Dark e nel sequel Justice League Dark: Apokolips War.
- Nell'episodio di Justice League Unlimited intitolato Panic in the Sky, è probabile che un uomo che si vede in mezzo ad una folla sia Constantine, con il suo solito look con capelli biondi corti, trench marrone, camicia bianca, e una cravatta. L'unica cosa che è mancante è una sigaretta Silk cut. Questa figura potrebbe anche essere solo una persona nella folla, ma è risaputo che il team creativo ha un'ampia conoscenza della DC Comics e si diverte ad inserire in piccoli cameo e a fare allusioni a personaggi della DC.[senza fonte]
- Constantine viene menzionato da Jinx nella quarta stagione della serie Titans.

### Letteratura
- Una serie di romanzi di John Shirley ha preso il via nel 2005, iniziando con un adattamento del film Constantine che ha fatto uno sforzo per attenuare la difficoltà di una trasposizione fumetto-film.
- Nel gennaio del 2006, War Lord—il primo dei romanzi originali di Shirley su Hellblazer ad essere basato sul fumetto piuttosto che sul film — è stato pubblicato. Il secondo romanzo originale di Shirley su, Subterranean, è stato pubblicato nel novembre del 2006.

## Nella vita reale
Alan Moore afferma di aver incontrato la sua creazione in due occasioni. Nel 1993, ha raccontato a Wizard Magazine:
Sedevo lì e pensai: Devo girare quell'angolo e vedere se è davvero lì, o devo solamente mangiare il mio sandwich e andarmene? Optai per la seconda; Pensai fosse la più sicura. Non sto rivendicando nulla. Sto solo dicendo che è successo. Una strana piccola storia.»
Il secondo incontro con la sua creazione fu illustrato in Snakes and Ladders del 2001, un adattamento di Eddie Campbell di una delle opere di Moore:
Si incontrarono un'altra volta nel fumetto, quando Moore fu inserito nell'albo n. 120 di Hellblazer dall'autore di allora Paul Jenkins. Si vede Moore che siede di profilo nel retro di un bar mentre John Constantine alza il bicchiere verso di lui.